# Cintheaux
Cintheaux er en kommune i departementet Calvados i regionen Basse-Normandie i det nordvestlige Frankrig.

## Seværdigheder
- Église Saint-Germain, fredet kirke